# Corbeaux de la Tour de Londres

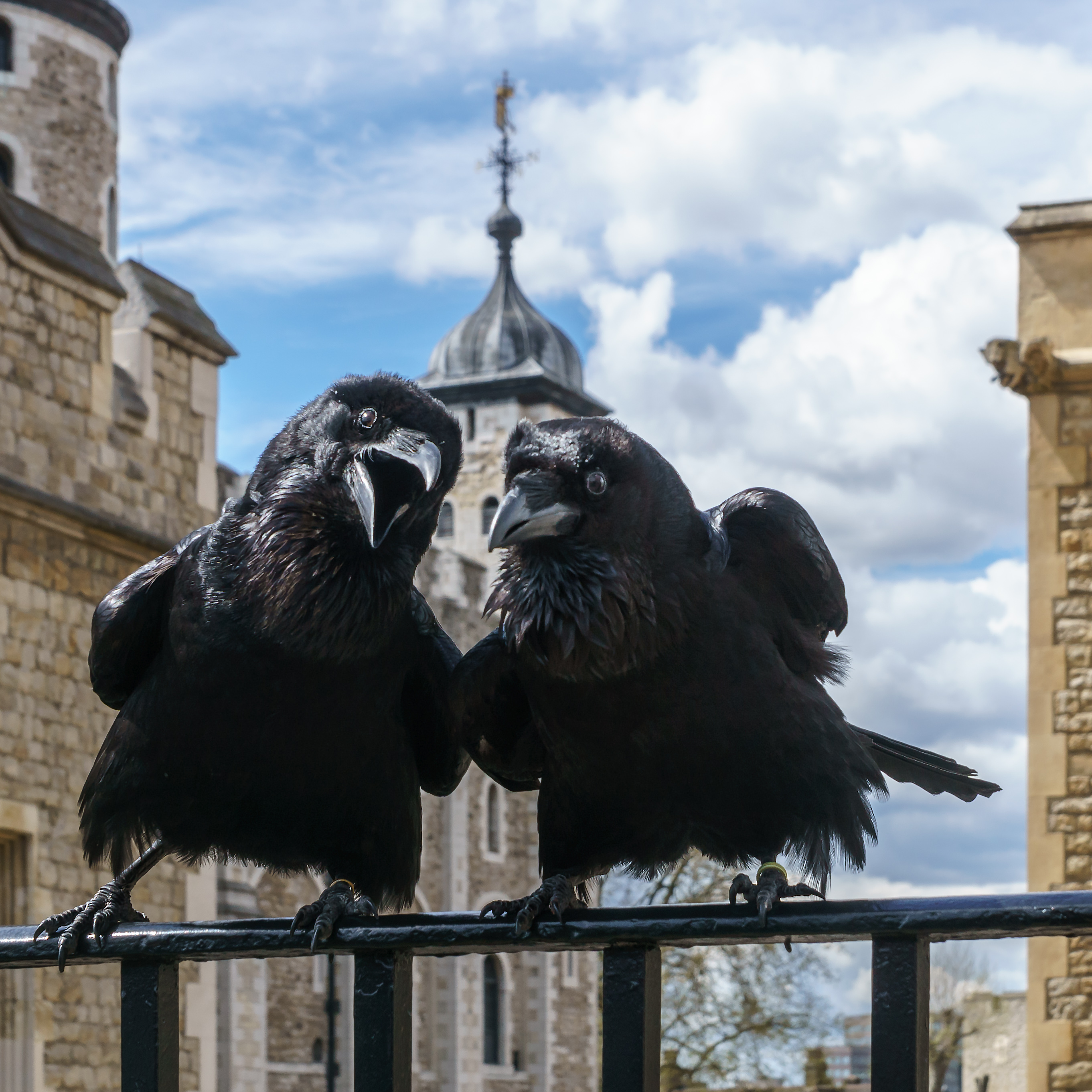
Jubilee et Munin, deux des corbeaux de la tour de Londres.

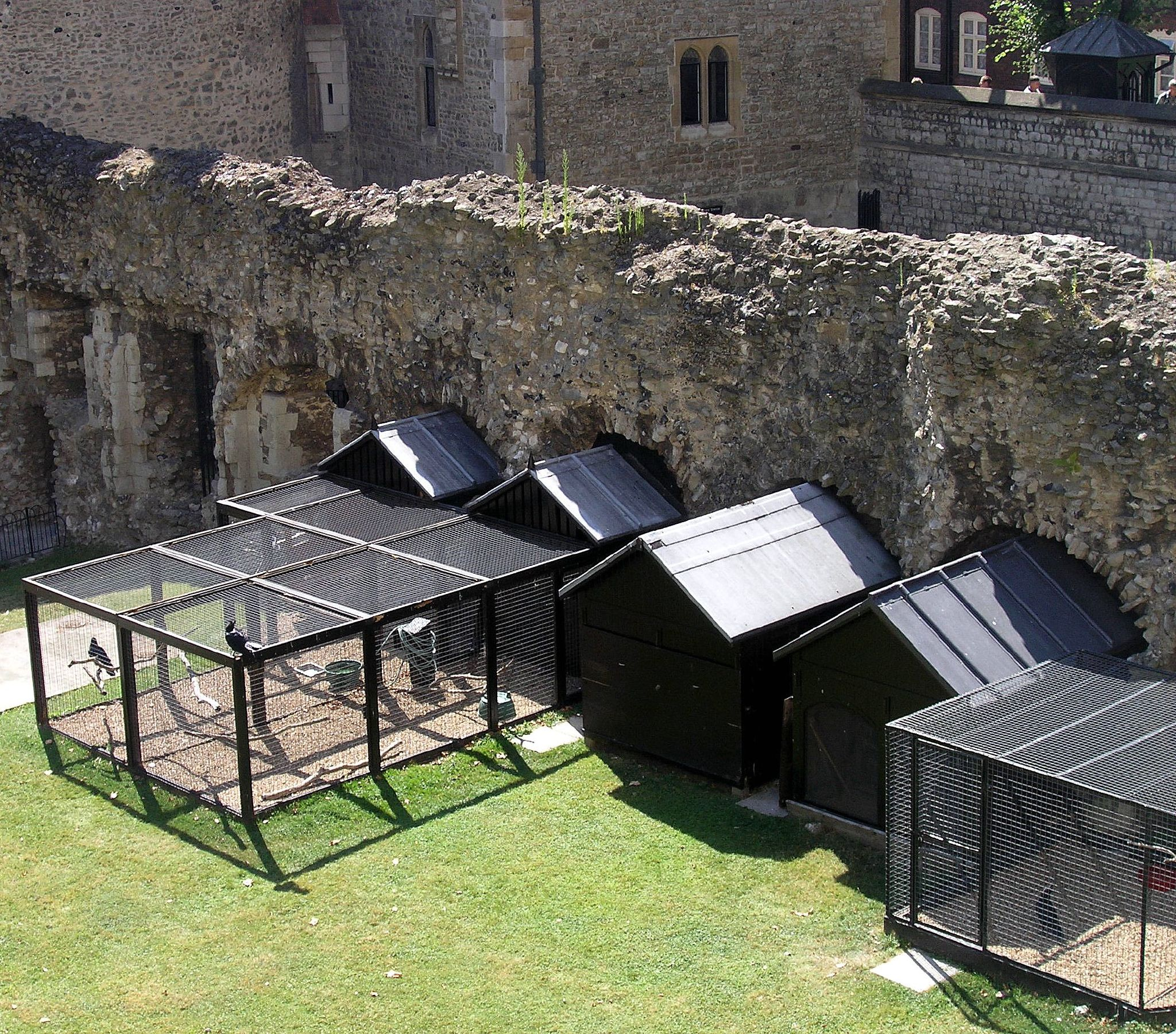
La volière des corbeaux de la Tour de Londres.

Les corbeaux de la Tour de Londres sont un groupe de Grands Corbeaux qui vivent en captivité à la tour de Londres. Leur présence est censée protéger la Couronne britannique.
Une superstition veut en effet que « si les corbeaux de la Tour de Londres sont perdus ou s'envolent, la Couronne tombera et la Grande-Bretagne avec elle ». C'est pourquoi l'une de leurs ailes est taillée, ce qui ne les empêche pas cependant de quitter les lieux sans permission. C'est Charles II qui aurait décrété qu'il devrait y avoir sept corbeaux à la Tour de Londres. Cependant, des études récentes n’ont trouvé aucune trace de cette légende avant le XIXe siècle et il semble s’agir d’une invention romantique de l’époque victorienne basée sur le récit de Bran le Béni (voir l'article Corbeau dans la culture). En effet, la tour de Londres a connu de longues périodes sans corbeaux et ceux-ci ont été réintroduits pour la dernière fois après la Seconde Guerre mondiale.
Ils doivent être au minimum au nombre de six (ils sont actuellement sept) et chacun d'eux porte un nom (Munin, Jubilee, Gripp, Harris, Rocky, Erin et Merlina). Les volières des corbeaux de la forteresse se trouvent près de la Tour Wakefield. L'un des Yeomen Warders, le corps des gardes d'apparat de la Tour, désigné Ravenmaster (« maître des corbeaux ») est affecté à la prise en charge de ces oiseaux qu'il est le seul à pouvoir approcher,.